# Улрих V (Вюртемберг)
Улрих V фон Вюртемберг „Многообичания“ (на немски: Ulrich V. von Württemberg, „der Vielgeliebte“; * 1413, † 1 септември 1480, Леонберг, Германия) от род Дом Вюртемберг, е от 1433 до 1441 г. граф на Вюртемберг, от 1441 до 1480 г. граф на Вюртемберг-Щутгарт и от 1419 до 1426 и от 1433 до 1442 г. граф на Монбеляр (с Лудвиг I).

## Живот
Той е вторият син на граф Еберхард IV фон Вюртемберг († 1419) и графинята наследничка Хенриета фон Мьомпелгард († 1444).
След ранната смърт на баща му, майка му поема опекунството заедно с вюртембергските съветници за Улрих и по-големия му брат Лудвиг I. През 1426 г. , на 14-годишна възраст, Лудвиг поема сам управлението. Двадесетгодишният Улрих управлява заедно с брат си от 1433 г.
На 29 януари 1441 г. в Щутгарт Улрих се жени за Маргарета фон Клеве (1416 – 1444), дъщеря на херцог Адолф II (Клеве-Марк), вдовица на баварския херцог Вилхелм III († 1435). След женитбата, на 23 април 1441 г., Улрих успява да раздели страната. Той получава източната и северната част на страната с резиденция град Щутгарт, а брат му Лудвиг получава западната и южната част с резиденция град Урах.
През 1444 г. Улрих подкрепя Дом Хабсбург под крал Фридрих III в старата Цюрихска война (1440 – 1450) против швейцарските айдгеноси.
След смъртта на Маргарета на 20 май 1444 г. той се жени на 9 септември 1444 г. за Елизабет Баварска (1419 – 1451), дъщеря на баварския херцог Хайнрих XVI Богатия.
През 1450 г., след смъртта на брат му Лудвиг, Улрих получава опекунството на своите двама племенника, бъдещите графове на Вюртемберг-Урах Лудвиг II и Еберхард V. Това води до конфликт с курфюрст Фридрих I фон Пфалц, който също предявява право за опекунството.
Втората му съпруга Елизабет умира след раждането на дъщеря им (също Елизабет) на 1 януари 1451 г. Улрих се жени след това на 11 ноември 1453 г. за Маргарита Савойска (1420 – 1479), дъщеря на херцог Амадей VIII от Савоя, която е била омъжена преди това за херцог Лудвиг III от Анжу и курфюрст Лудвиг IV от Пфалц.
През 1456 г. Улрих започва да строи Вюртембергския ландграбен. Племенникът му Лудвиг II умира през 1457 г. и племенното ръководство на Урах поема през 1459 г. опекунството над граф Еберхард V.
На 30 юни 1462 г. войската на Улрих и съюзниците му са победени в битката при Секенхайм. Той е пленен в двубой и след плащане на откуп се връща на 27 април 1463 г. в Щутгарт.
През 1473 г. Улрих и Еберхард V сключват домашен договор, който урежда наследството.

## Фамилия
∞ 1. на 29 януари 1441 г. в Щутгарт за Маргарета фон Клеве (1416 – 1444); те имат дъщеря:
- Катарина (* 7 декември 1441; † 28 юни 1497, Вюрцбург), доминиканка, накрая бяга от манастира под закрилата на епископ Рудолф от Вюрцбург.

∞ 2. на 9 септември 1444 г. за Елизабет Баварска (1419 – 1451); те имат децата:
- Еберхард II (* 1447, † 1504), херцог на Вюртемберг
- Маргарета (* 1445/1450; † 21 юли 1479, манастир Либенау при Вормс), доминиканка
- Хайнрих (1448 – 1519), граф на Вюртемберг-Мьомпелгард (1473 – 1482)
- Елизабет (* 23 декември 1450, Ландсхут; † 6 април 1501), омъжена на 13 септември 1469 г. за граф Фридрих II фон Хенеберг-Ашах

∞ 3. на 11 ноември 1453 г. за Маргарита Савойска (1420 – 1479); те имат децата:
- Хелена (* сл. 1453, † 19 февруари 1506), омъжена на 26 февруари 1476 г. за граф Крафт VI фон Хоенлое (1452 – 1503)
- Маргарета (* сл. 1453, † 21 април 1470), омъжена на 23 април 1469 за граф Филип I фон Епщайн-Кьонигщайн
- Филипина (* сл. 1453; † 4 юни 1475, Веерт), омъжена за граф Якоб II фон Хорн